# Himantura kittipongi
Himantura kittipongi és una espècie de peix pertanyent a la família dels dasiàtids.

## Descripció
- El mascle pot arribar a fer 26,8 cm de llargària màxima i la femella 28,5.[2][3]

## Hàbitat
És un peix d'aigua dolça, demersal i de clima tropical.

## Distribució geogràfica
Es troba a Àsia: Tailàndia.

## Observacions
És inofensiu per als humans.